# 盧戈韋 (大巴加奇卡區)
49°42′21″N 33°46′16″E / 49.70583°N 33.77111°E
盧霍韋（羅馬化：Luhove）是位於烏克蘭中部的村莊，由波爾塔瓦州米爾霍羅德區的比洛采爾基夫卡市鎮負責管轄。該村處於普肖爾河左岸，分別距離比洛采爾基夫卡1公里和拜拉克2公里，面積0.71平方公里，2001年人口131。